# Something's Got a Hold on Me
Something's Got a Hold on Me è un singolo della cantante statunitense Etta James, pubblicato nel 1962 come terzo estratto dal terzo album in studio Etta James.

## Cover e altri usi
- La cantante statunitense Christina Aguilera ha realizzato una cover del brano nel 2010, in occasione del film Burlesque.
- Il singolo Good Feeling di Flo Rida del 2011 contiene un campionamento del brano.
- Il singolo Levels di Avicii del 2011 contiene un campionamento del brano.
- La cantautrice australiana Jessica Mauboy ha realizzato una cover nel 2013.